# Natasha Gregson Wagner

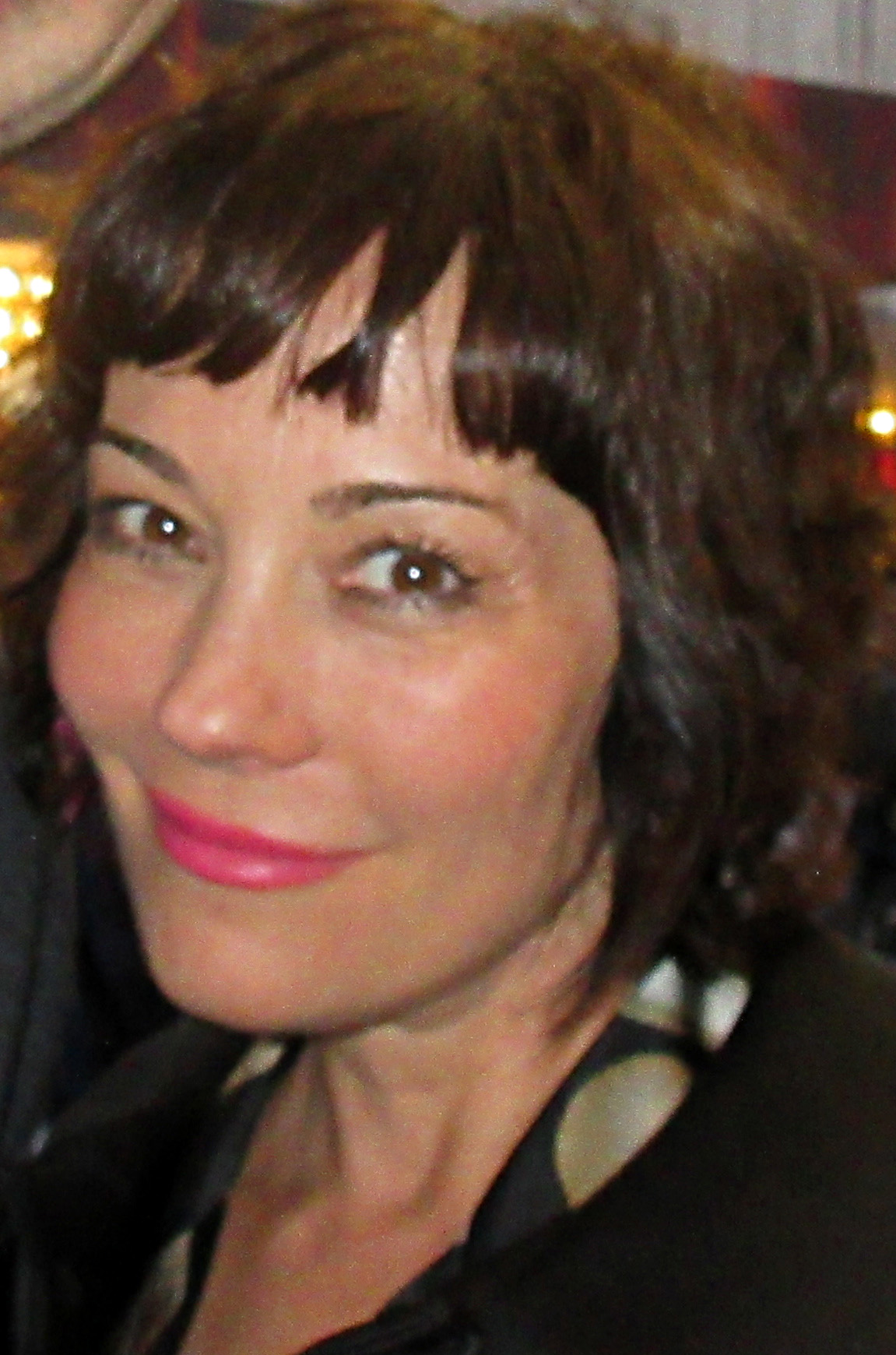
Natasha Gregson Wagner (2018)

Natasha Gregson Wagner (* 29. September 1970 in Los Angeles, Kalifornien, USA) ist eine US-amerikanische Schauspielerin.

## Familie

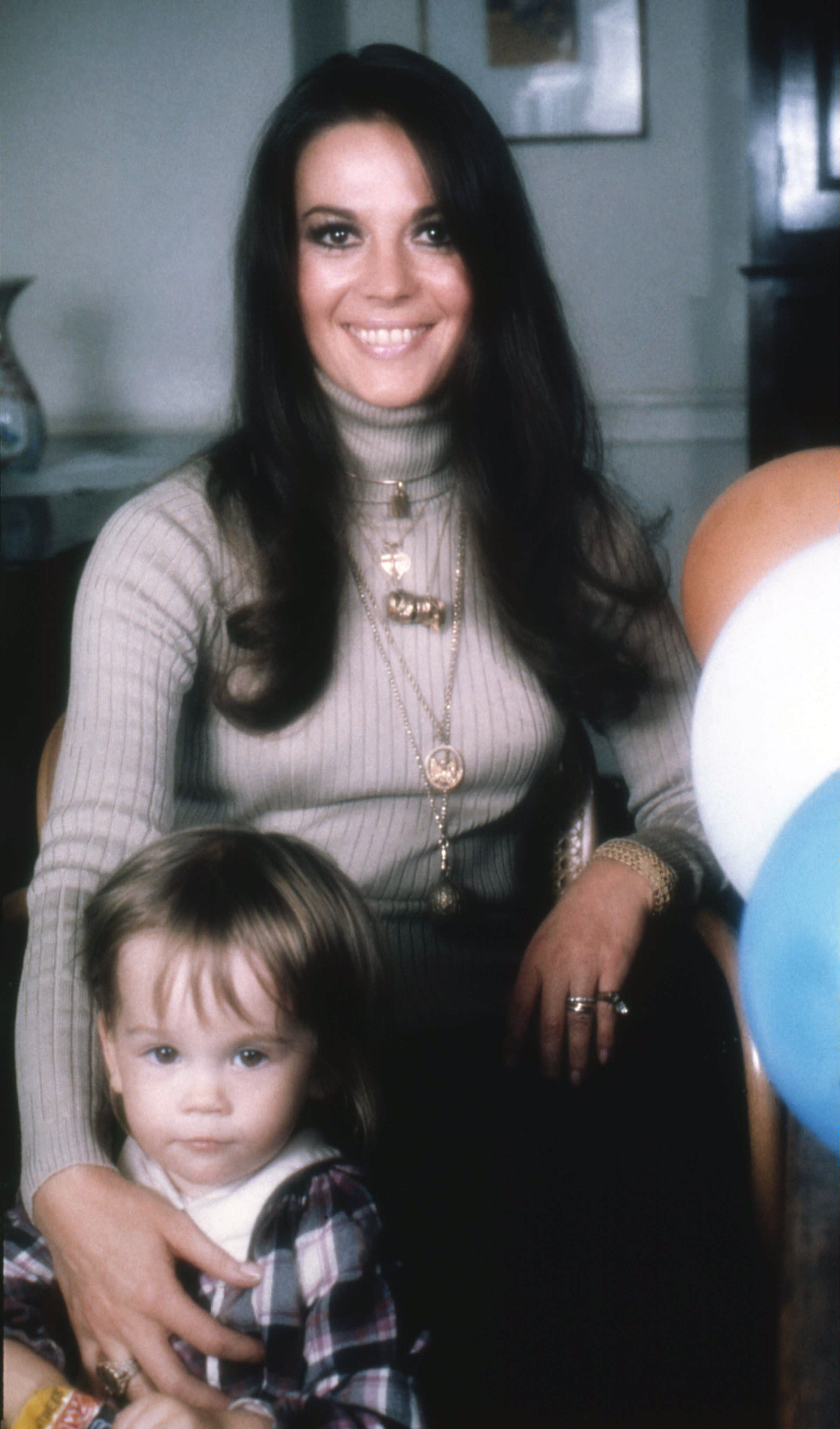
Natasha Gregson als Dreijährige mit ihrer Mutter Natalie Wood

Natasha Wagner ist die Tochter der bekannten, 1981 verstorbenen Schauspielerin Natalie Wood und des englischen Filmproduzenten Richard Gregson. Im Jahr 1972 heiratete Natalie Wood den Schauspieler Robert Wagner, der die damals zweijährige Natasha adoptierte.

## Karriere
Natasha Gregson Wagner begann ihre Schauspielkarriere trotz der Berühmtheit ihrer Familie eher still durch kleine Rollen in US-Fernsehserien wie Ally McBeal und Horrorfilmen wie Lost Highway und Düstere Legenden.
Weitere Rolle hatte sie in dem mit vielen Auszeichnungen bedachten Film High Fidelity inne, und einen wiederkehrenden Part in der Serie 4400 – Die Rückkehrer.

## Privatleben
Während der Dreharbeiten zu High Fidelity lernte sie den Drehbuchautor D. V. DeVincentis kennen und heiratete ihn 2003.
Seit 2011 ist Natasha Gregson Wagner mit Barry Watson liiert. 2012 wurden sie Eltern einer Tochter.

## Filmografie (Auswahl)
- 1994: Hart aber herzlich – Geheimnisse des Herzens (Hart to Hart: Secrets of the Hart, Fernsehfilm)
- 1995: Mindripper (Wes Craven’s Mindripper)
- 1997: Lost Highway
- 1997: Dogtown
- 1997: The Way We Are (Quiet Days in Hollywood)
- 1998: Ein Mann für zwei (Two Girls and a Guy)
- 1998: Ally McBeal (Fernsehserie, Folge 2x05)
- 1998: Düstere Legenden (Urban Legend)
- 1998: Another Day in Paradise
- 1999: Chicago Hope – Endstation Hoffnung (Chicago Hope, Fernsehserie)
- 1999: Knocked Out – Eine schlagkräftige Freundschaft (Play It to the Bone)
- 1999: Revenant – Sie kommen in der Nacht
- 2000: Am Anfang war ein Mord (Stranger Than Fiction)
- 2000: High Fidelity
- 2001: Sol Goode
- 2002: John Carpenter’s Vampires: Los Muertos
- 2005: Cold Case – Kein Opfer ist je vergessen (Cold Case, Fernsehserie, Folge 3x05)
- 2005: Medium – Nichts bleibt verborgen (Medium, Fernsehserie, Folge 2x03)
- 2005–2007: 4400 – Die Rückkehrer (The 4400, Fernsehserie, neun Folgen)
- 2006: Emergency Room – Die Notaufnahme (ER, Fernsehserie, zwei Folgen)
- 2008: CSI – Den Tätern auf der Spur (CSI: Crime Scene Investigation, Fernsehserie, Folge 8x12)
- 2008: Dr. House (House M.D., Fernsehserie, Folge 5x09)
- 2010: The Closer (Fernsehserie, Folge 6x01)
- 2012: Sex Killer – Lust. Mord. Wahnsinn (A Kiss and a Promise)
- 2015: Anesthesia
- 2016: Search Engines
- 2017: Date My Dad (Fernsehserie, Folge 1x08)